# ژان-کلود تریشه
ژان-کلود تریشه (فرانسوی: Jean-Claude Trichet‎؛ زادهٔ ۲۰ دسامبر ۱۹۴۲) یک سیاست‌مدار اهل فرانسه است. او از سال ۲۰۰۳ تا ۲۰۱۱ رئیس بانک مرکزی اروپا بود.
وی همچنین برنده جوایزی همچون لژیون دونور (فرمانده) شده‌است.